# Carex swanii
Carex swanii là một loài thực vật có hoa trong họ Cói. Loài này được (Fernald) Mack. mô tả khoa học đầu tiên năm 1910.